# ويل براون
ويل براون (8 أكتوبر 1971 في الولايات المتحدة - ) (بالإنجليزية: Will Brown)‏ هو مدرب كرة سلة ولاعب كرة سلة أمريكي في مركز هجوم خلفي.

## وصلات خارجية
- ويل براون على موقع كلية كرة السلة في سبورتس رفرنس.كوم (الإنجليزية)